# 9965 GNU

9965 GNU

9965 GNU eller 1992 EF2 är en asteroid i huvudbältet som upptäcktes den 5 mars 1992 av Spacewatch vid Kitt Peak-observatoriet. Den är uppkallad efter GNU-projektet.
Asteroiden har en diameter på ungefär 6 kilometer.